# مایکل اورسون
مایکل اورسون (انگلیسی: Michael Everson؛ زادهٔ ۹ ژانویهٔ ۱۹۶۳) یک زبان‌شناس اهل ایالات متحده آمریکا است. وی رئیس و بنیان‌گذار انتشارات Evertype است که تاکنون بیش از چندصد کتاب منتشر کرده‌است. همچنین تلاش‌های فراوانی در زمینه زبان‌ها در کامپیوتر انجام داده‌است و از سال ۱۹۹۳ بیش از دویست پیشنهاد به یونیکد داده‌است که منجر به پشتیبانی از چند هزار کاراکتر جدید در یونیکد شده‌است.